# O Clube dos Anjos
Gula - O Clube dos Anjos é um livro do escritor brasileiro Luis Fernando Verissimo, publicado em 1998.
Contém 130 (cento e trinta) páginas. Faz parte da coleção Plenos Pecados, da editora Objetiva, tendo como pecado-tema a gula.
Em 2020 foi adaptado para o cinema por Angelo Defanti, com o filme lançado no Festival de Gramado de 2022.

## Enredo
O Clube dos Anjos é um livro onde a gula, um pecado capital, e a euforia do homem são relacionados de tal forma que podemos notar o desejo da fome. O livro conta a história de dez homens que, em uma tradição, reúnem-se há 21 anos em torno da mesa. Tudo começa com pequenas reuniões diárias no "Bar do Alberi", onde o prato principal era o picadinho com banana, evoluindo depois para jantares semanais em bons restaurantes, passando a frequentar lugares de melhor qualidade tanto em ambiente quanto na comida, e chegando por fim a jantares mensais nas residências dos membros do clube. 
Quem conta toda a história é Daniel, que cita os dez amigos que fazem parte do "Clube do Picadinho". Ao conhecer Lucidio, um rapaz misterioso que cozinha muito bem, Daniel resolve fazer um jantar como nos velhos tempos, afinal, depois da morte do líder dos integrantes, Ramos, o clube nunca mais foi o mesmo.
Ao longo do livro, ele contará sobre a gula e a euforia que cada um dos integrantes desse grupo têm pela comida. Todos (com exceção de Daniel) morrem, pois preferem prestigiar e saborear as delícias feitas por Lucídio à permanecerem vivos. O desfecho do livro reflete a "possível máxima japonesa" escrita no início do livro: todo desejo é um desejo de morte.